# New Seabury
New Seabury es un lugar designado por el censo ubicado en el condado de Barnstable en el estado estadounidense de Massachusetts. En el Censo de 2010 tenía una población de 717 habitantes y una densidad poblacional de 108,61 personas por km².

## Geografía
New Seabury se encuentra ubicado en las coordenadas 41°34′13″N 70°28′51″O / 41.57028, -70.48083. Según la Oficina del Censo de los Estados Unidos, New Seabury tiene una superficie total de 6.6 km², de la cual 6.17 km² corresponden a tierra firme y (6.55%) 0.43 km² es agua.

## Demografía
Según el censo de 2010, había 717 personas residiendo en New Seabury. La densidad de población era de 108,61 hab./km². De los 717 habitantes, New Seabury estaba compuesto por el 95.26% blancos, el 0.98% eran afroamericanos, el 0.56% eran amerindios, el 1.39% eran asiáticos, el 0% eran isleños del Pacífico, el 0.7% eran de otras razas y el 1.12% pertenecían a dos o más razas. Del total de la población el 1.95% eran hispanos o latinos de cualquier raza.